# Pleshey
Pleshey est un village et une paroisse civile de l'Essex, en Angleterre, à 10 km au nord-est de Chelmsford.
La motte de Pleshey date du XIe siècle, de l'invasion des Normands, c'est une des plus grandes de ce genre en Angleterre.

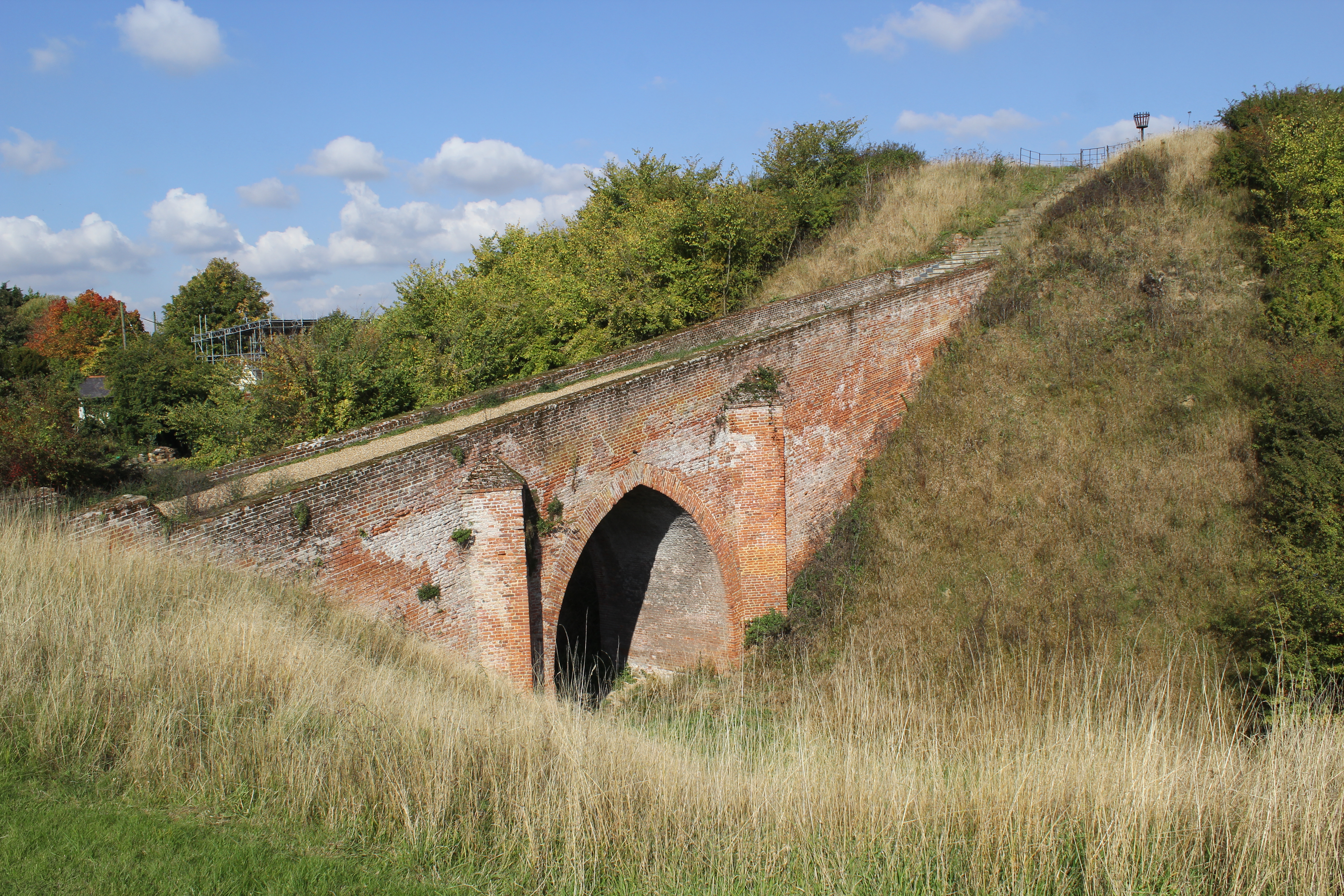
La motte et le pont en brique du XVe siècle.

Le château a été vendu par la reine Elisabeth I en 1559. Les matériaux ont été employés pour des constructions en 1629. Seule la motte et les constructions extérieures ont été préservées.
Lors du recensement de 2011 la population s'élevait à 311 habitants, incluant celle de Mashbury, hameau voisin.